# Ander Barrenetxea
Ander Barrenetxea Muguruza, anche detto Barrene (San Sebastián, 27 dicembre 2001), è un calciatore spagnolo, attaccante della Real Sociedad.

## Caratteristiche tecniche
Ala sinistra di piede destro, Barrenetxea è veloce ed abile nell'uno contro uno. Dotato di un baricentro basso, predilige partire dalla fascia sinistra per accentrarsi e provare la conclusione a rete. Viene paragonato a Dimitri Payet.

## Carriera
Cresciuto nel settore giovanile della Real Sociedad, ha esordito in prima squadra il 21 dicembre 2018 disputando l'incontro di Liga perso 1-0 contro l'Alavés.

## Statistiche
Statistiche aggiornate al 24 febbraio 2025.

### Presenze e reti nei club
| Stagione             | Squadra              | Campionato           | Campionato | Campionato | Coppe nazionali | Coppe nazionali | Coppe nazionali | Coppe continentali | Coppe continentali | Coppe continentali | Altre coppe | Altre coppe | Altre coppe | Totale | Totale | Totale |
| Stagione             | Squadra              | Comp                 | Pres       | Reti       | Comp            | Pres            | Reti            | Comp               | Pres               | Reti               | Comp        | Pres        | Reti        | Pres   | Reti   |        |
| -------------------- | -------------------- | -------------------- | ---------- | ---------- | --------------- | --------------- | --------------- | ------------------ | ------------------ | ------------------ | ----------- | ----------- | ----------- | ------ | ------ | ------ |
| 2018-2019            | Real Sociedad C      | TD                   | 4          | 1          |                 | -               | -               |                    | -                  | -                  |             | -           | -           | 4      | 1      |        |
| 2018-2019            | Real Sociedad B      | SDB                  | 8          | 1          |                 | -               | -               |                    | -                  | -                  |             | -           | -           | 8      | 1      |        |
| 2018-2019            | Real Sociedad        | PD                   | 9          | 1          | CR              | 0               | 0               |                    | -                  | -                  |             | -           | -           | 9      | 1      |        |
| 2019-2020            | Real Sociedad        | PD                   | 17         | 0          | CR              | 7               | 3               |                    | -                  | -                  |             | -           | -           | 24     | 3      |        |
| 2020-2021            | Real Sociedad        | PD                   | 31         | 3          | CR              | 2               | 0               | UEL                | 6                  | 0                  | SS          | 1           | 0           | 40     | 3      |        |
| 2021-2022            | Real Sociedad        | PD                   | 11         | 1          | CR              | 1               | 0               | UEL                | 4                  | 0                  |             | -           | -           | 16     | 1      |        |
| 2022-2023            | Real Sociedad        | PD                   | 23         | 3          | CR              | 1               | 0               | UEL                | 1                  | 0                  |             | -           | -           | 25     | 3      |        |
| 2023-2024            | Real Sociedad        | PD                   | 29         | 4          | CR              | 3               | 0               | UCL                | 7                  | 1                  | -           | -           | -           | 39     | 5      |        |
| 2024-2025            | Real Sociedad        | PD                   | 20         | 1          | CR              | 7               | 4               | UEL                | 8                  | 3                  | -           | -           | -           | 35     | 8      |        |
| Totale Real Sociedad | Totale Real Sociedad | Totale Real Sociedad | 140        | 13         |                 | 21              | 7               |                    | 26                 | 4                  |             | 1           | 0           | 188    | 24     |        |
| Totale carriera      | Totale carriera      | Totale carriera      | 152        | 15         |                 | 21              | 7               |                    | 26                 | 4                  |             | 1           | 0           | 191    | 26     |        |

## Palmarès

### Club

#### Competizioni nazionali
- Coppa di Spagna: 1

Real Sociedad: 2019-2020

### Nazionale
- Campionato d'Europa Under-19: 1

Armenia 2019